# Locustellonyssus
Locustellonyssus es un género de ácaros perteneciente a la familia Rhinonyssidae.

## Especies
Locustellonyssus Bregetova, 1965
- Locustellonyssus amurensis Bregetova, 1965
- Locustellonyssus sibiricus Butenko & Stanyukovich, 2001